# Neuromachaerota
Neuromachaerota is een geslacht van halfvleugeligen uit de familie Machaerotidae. De wetenschappelijke naam van dit geslacht is voor het eerst geldig gepubliceerd in 1912 door Schmidt.

## Soorten
Het geslacht Neuromachaerota omvat de volgende soorten:
- Neuromachaerota discigutta Maa, 1963
- Neuromachaerota obscurior Jacobi, 1921
- Neuromachaerota vosseleri Schmidt, 1912